# Eustigmataceae
Famille
Les Eustigmataceae sont une famille d'algues de l'embranchement des Ochrophyta  de la classe des Eustigmatophyceae et de l’ordre des  Eustigmatales.

## Étymologie
Le nom vient du genre type Eustigmatos, dérivé du grec ευ / eu, « bien, bon, normal » et στιγματ / stigmat, « marque, tâche », en référence à la couleur des cellules de cet organisme.

## Liste des genres
Selon AlgaeBase (17 février 2022) :
- Chlorobotrys Bohlin, 1901
- Eustigmatos D.J.Hibberd, 1981
- Tetragoniella Pascher, 1930
- Vischeria Pascher, 1938

## Systématique
Le genre Chlorobotrys donna son nom à la famille des Chlorobotrydaceae Pascher, 1925.